# Campylanthus mirandae
Campylanthus mirandae är en grobladsväxtart som beskrevs av A.G. Miller. Campylanthus mirandae ingår i släktet Campylanthus och familjen grobladsväxter. Inga underarter finns listade i Catalogue of Life.